# Ubisoft Québec
Ubisoft Québec — канадійська студія — розробник відеоігор, розташована в Квебеку; дочірня компанія Ubisoft. Студія була заснована в червні 2005 року і найбільш відома своєю роботою над франшизою Assassin's Creed.

## Історія
Французький видавець відеоігор Ubisoft оголосив про свої плани відкрити студію в Квебеку у квітні 2005 року. Ubisoft Québec було офіційно відкрито 27 червня 2005 року. Його засновниками були Ніколя Ріу, який був призначений генеральним менеджером, та Андре Коссетт. У червні 2008 року студія Ubisoft Québec оголосила, що заснувала відділ виробництва комп'ютерно генерованих зображень, який працюватиме разом із дистриб'ютором Guillemot. Підрозділ було закрито після заснування Ubisoft Motion Pictures у травні 2011 року.
Розробник Longtail Studios у Квебеку був придбаний Ubisoft у березні 2010 року та об'єднаний з Ubisoft Québec. Сорок вісім співробітників були переведені в Ubisoft Québec, а ще 6-7, зокрема менеджер придбаної студії, пішли зі студії. У червні 2013 року Франсуа Пеллана призначили виконавчим директором з розвитку Ubisoft Québec. У вересні 2013 року Ubisoft оголосила про намір протягом сімох років інвестувати 373 мільйони канадійських доларів у Ubisoft Québec з метою створити до 500 робочих місць. Перша інвестиція розміром $28 млн у січні 2014 року відкрила 100 позицій. Згодом ще $4 млн У липні 2014 року компанія CA$4 Quebec оголосила, що переїде в нові офіси в районі Сен-Рош міста Квебек і відкриє ще 100 робочих місць.
Коли Ріу став «віцепрезидентом із технологій» для всіх канадійських студій Ubisoft у листопаді 2017 року, Патрік Клаус був призначений виконавчим директором Ubisoft Quebec, а Коссетт — асоційованим керівним директором. У грудні 2018 року Майк Лейдлоу приєднався до студії як креативний директор, попередньо залишивши цю посаду в BioWare, але в лютому 2020 року покинув Ubisoft. Локація Saint-Roch, відома як UbiNord, була відкрита у квітні 2019 року. У листопаді 2019 року Коссетт замінив Клауса на посаді виконавчого директора, після того, як Клаус покинув студію на початку того ж року. Коссет покинув Ubisoft Québec у липні 2020 року.

## Розроблені ігри
Після розробки доповнень для Assassin's Creed III і Assassin's Creed IV: Black Flag Ubisoft Québec стала першою студією Ubisoft за межами Ubisoft Montréal, яка очолила розробку основної гри Assassin's Creed . Першою грою студії Assassin's Creed була Assassin's Creed Syndicate, яка вийшла в жовтні 2015 року, і продовжилася Assassin's Creed Odyssey, випущена в жовтні 2018 року.
Студія взялася за розробку мобільних ігор, співпрацюючи з Ubisoft Montreal над Tom Clancy's Rainbow Six Mobile для Android та iOS, що була анонсована 5 квітня 2022 року. Гра становила собою адаптовану для мобільних пристроїв версію Tom Clancy's Rainbow Six Siege, успішного тактичного шутера із серії Tom Clancy's Rainbow Six, яку Ubisoft Montreal випустила в грудні 2015 року для ПК і консолей.
| Рік  | Назва                                          | Платформи |
| ---- | ---------------------------------------------- | --- |
| 2006 | Tom Clancy's Rainbow Six: Critical Hour        | Xbox |
| 2006 | Open Season                                    | Game Boy Advance, GameCube, Microsoft Windows, Nintendo DS, PlayStation 2, PlayStation Portable, Wii, Xbox, Xbox 360  |
| 2007 | Tom Clancy's Rainbow Six: Vegas                | PlayStation Portable                                                                                                  |
| 2007 | Cranium Kabookii                               | Wii |
| 2007 | Surf's Up                                      | Game Boy Advance, GameCube, macOS, Microsoft Windows, Nintendo DS, PlayStation 2, PlayStation Portable, Wii, Xbox 360 |
| 2007 | TMNT                                           | Nintendo DS, PSP |
| 2008 | Battle of Giants: Dinosaurs                    | Nintendo DS |
| 2008 | My Stop Smoking Coach with Allen Carr          | Nintendo DS |
| 2009 | Battle of Giants: Dragons                      | Nintendo DS |
| 2010 | Battle of Giants: Mutant Insects               | Nintendo DS |
| 2010 | Battle of Giants: Dinosaurs Strike             | Wii |
| 2010 | Prince of Persia: The Forgotten Sands          | Wii |
| 2010 | Battle of Giants: Dinosaurs Fight For Survival | Nintendo DSi |
| 2010 | Prince of Persia: The Forgotten Sands          | PSP |
| 2010 | Prince of Persia                               | iOS |
| 2010 | Battle of Giants: Mutant Insects: Revenge      | Nintendo DSi |
| 2010 | Petz Fantasy: Sunshine Magic                   | Nintendo DS |
| 2010 | Petz Fantasy: Moonlight Magic                  | Nintendo DS |
| 2010 | Assassin's Creed: Brotherhood                  | PlayStation 3, Xbox 360                                                                                               |
| 2011 | Combat of Giants: Dinosaurs 3D                 | Nintendo 3DS |
| 2011 | PowerUp Heroes                                 | Xbox 360 |
| 2011 | The Black Eyed Peas Experience                 | Wii |
| 2011 | Assassin's Creed: Revelations                  | OnLive, Windows, Xbox 360                                                                                             |
| 2011 | Assassin's Creed: Brotherhood                  | Macintosh, OnLive, Windows                                                                                            |
| 2012 | Marvel Avengers: Battle for Earth              | Wii U, Xbox 360 |
| 2012 | Might & Magic: Duel of Champions               | iOS, Microsoft Windows                                                                                                |
| 2012 | Assassin's Creed III                           | Xbox 360 |
| 2012 | ESPN Sports Connection                         | Wii U |
| 2013 | Assassin's Creed IV: Black Flag                | Xbox 360 |
| 2013 | Assassin's Creed Freedom Cry                   | PlayStation 3, PlayStation 4, Windows, Xbox 360, Xbox One                                                             |
| 2014 | Assassin's Creed: Rogue                        | PlayStation 3, Windows, Xbox 360                                                                                      |
| 2015 | Assassin's Creed Syndicate                     | Microsoft Windows, PlayStation 4, Stadia, Xbox One                                                                    |
| 2015 | Assassin's Creed Syndicate: Jack the Ripper    | Microsoft Windows, PlayStation 4, Xbox One                                                                            |
| 2017 | For Honor                                      | PlayStation 4, Windows, Xbox One                                                                                      |
| 2017 | South Park: The Fractured but Whole            | PlayStation 4, Windows, Xbox One, Nintendo Switch                                                                     |
| 2017 | Assassin's Creed Origins                       | PlayStation 4, Stadia, Windows, Xbox One                                                                              |
| 2018 | Assassin's Creed Odyssey                       | Microsoft Windows, Nintendo Switch, PlayStation 4, Xbox One, Stadia, Amazon Luna                                      |
| 2020 | Immortals Fenyx Rising                         | Microsoft Windows, Nintendo Switch, PlayStation 4, PlayStation 5, Xbox One, Xbox Series X/S, Stadia, Amazon Luna      |
| 2020 | Hyper Scape                                    | PlayStation 4, Windows, Xbox One                                                                                      |
| 2020 | Assassin's Creed: Valhalla                     | PlayStation 4, PlayStation 5, Stadia, Windows, Xbox One, Xbox Series, Luna                                            |
| 2020 | Assassin's Creed: Syndicate — Gold Edition     | Luna |
| 2020 | Assassin's Creed: Origins (Gold Edition)       | Luna |
| ЩНВ  | Tom Clancy's Rainbow Six Mobile                | iOS, Android |